# KOZエンターテインメント
 KOZエンターテインメント（朝: 케이오지 엔터테인먼트）は、韓国の芸能事務所である。HYBE LABELS子会社

## 来歴
2018年11月26日、プロデューサー兼アーティストのZICOが「KOZエンターテインメント」を設立した。
2019年12月16日、KOZから初の男性歌手「Dvwn」がデビュー。
2020年11月18日、Big Hit Entertainment（現HYBE）がKOZエンターテインメントを買収すると発表した。
2023年5月30日、初のボーイズグループであるBOYNEXTDOORがデビュー。

## 所属
- ZICO
- Dvwn
- BOYNEXTDOOR